# 오리온 5호

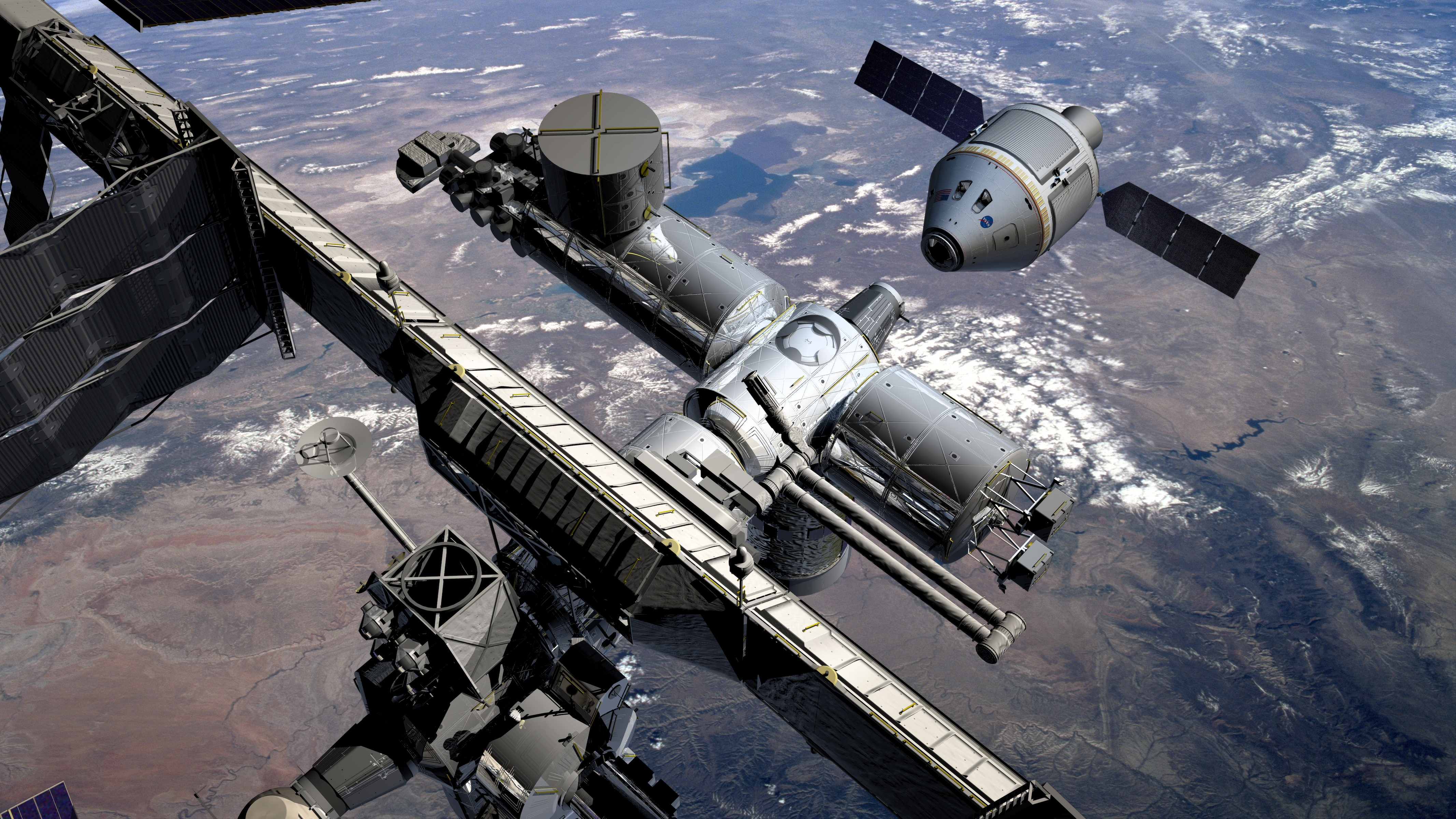
상상도

오리온 5호(Orion 5)는 컨스텔레이션 계획의 일부로써 2015년 3월경에 발사될 예정이었으나 컨스텔레이션 계획이 취소되면서 함께 취소되었다.